# José Luis Báez Guerrero
José Luis Báez Guerrero (Ciudad de México, 5 de octubre de 1980) es un político mexicano, miembro del Partido Acción Nacional (PAN). Fue diputado federal de 2021 a 2024.

## Biografía
Es licenciado en Derecho egresado de la Universidad Autónoma de Querétaro (UAQ) y maestro en Comunicación Política por la Universidad George Washington. Es cónyuge de Estrella Rojas Loreto, senadora por Querétaro de 2021 a 2024.
De 2002 a 2003 fue jefe del área de comunicación del Instituto Municipal de la Juventud de Querétaro, de 2004 a 2006 enlace del Centro de Estudios y Proyectos del municipio de Querétaro y de 2006 a 2007 coordinador de Programas en la Dirección de Atención Ciudadana.
De 2004 a 2006 fue secretario de Acción Juvenil y de 2007 a 2010 secretario general adjunto del comité estatal del PAN en Queréraro. De 2009 a 2011 fue presidente del comité municipal del partido en el municipio de Querétaro y de 2011 a 2018 fue presidente del comité estatal del PAN. En las elecciones de 2018 fue elegido diputado a la LIX Legislatura del Congreso del Estado de Querétaro por el principio de representación proporcional de dicho año a 2021. En ella fue presidente de la Comisión de Educación y Cultura.
En 2021 fue elegido diputado federal por el principio de representación proporcional a la LXV Legislatura que concluyó en 2024. En esta fue secretario de la comisión de Turismo; e integrante de las comisiones de Cambio Climático y Sostenibilidad; y, de Federalismo y Desarrollo Municipal.